# Helina trinubilifera
Helina trinubilifera är en tvåvingeart som först beskrevs av Malloch 1921.  Helina trinubilifera ingår i släktet Helina och familjen husflugor. Inga underarter finns listade i Catalogue of Life.